# Джей Хоуп
Чонг Хо-сок (на корейски: 정호석), по-добре познат с псевдонима си Джей-Хоуп (на английски: J-hope), е южнокорейски рапър, танцьор, певец и композитор.
През 2013 година прави дебюта си в момчешката К-поп група BTS. Сред основните композитори на групата, има над 50 песни, приписани на него от Корейската асоциация за авторски права. Джей-Хоуп издава първия си солов микстейп на 1 март 2018 година под името „Hope World“.

## Биография

### 1994 – 2012: Ранен живот
Чонг Хо-сок е роден на 18 февруари, 1994 в Гуангджу, Южна Корея. Преди да дебютира с BTS, той е част от подземния танцов екип Neuron и взима часове по танци в Gwangju Music Academy. Джей-Хоуп е сравнително добре известен с уменията си в танца преди дебюта си; печели различни местни награди за танц, включително класиране на първо място в национално състезание по танци през 2008 г. Уменията му в танца в крайна сметка го накараха да спечели интерес към пеенето, помагайки му на прослушване за идоли.

### 2013–: BTS
На 13 юни 2013 г. Джей-Хоуп дебютира като член на BTS в Mnet's M! Countdown с парчето „No More Dream“ от дебютния им албум 2 Cool 4 Skool. Той е третият член, който се присъедини към групата след RM и Suga. В групата той е рапър и танцьор. J-Hope оттогава участва в процеса на създаване на всеки албум в дискографията на BTS.

### 2018–: Соло работа
На 1 март, 2018, Джей-Хоуп издава първият си соло микстейп, Hope World, световно, заедно с музикален клип към заглавната песента „Daydream“. По-късно, на 6 март също излиза клип и за песента „Airplane“. Микстейпа дебютира на номер 63 и достигна на номер 38 на Billboard 200, което го прави най-високия корейски солов акт на класацията до този момент. „Hope World“ достигна и място 35 в класацията на канадските албуми и номер 19 в класацията на най-добрите албуми в САЩ. Трите песни, „Daydream“, „Hope World“ и „Hangsang“, са представени в класацията на World Digital Songs, съответно на номер 3, 16 и 24. Успехът на неговия солов дебют го накара да се класира на номер 3 в диаграмата на възникващите артисти (Emerging Artists Chart) и 97 в класацията на изпълнител 100 (Artist 100 Chart) за седмицата от 10 март, по-късно достигайки номер 91 за седмицата на 17 март. Той е петият кореец артист и вторият корейски солист след Psy, за да се класира на изпълнителя 100 (Artist 100).
През 2019 г. Джей-Хоуп пуска на 27 септември безплатен сингъл, „Chicken Noodle Soup“, с участието на американската певица Беки Г. (Becky G). Парчето дебютира на номер 81 в Billboard Hot 100, с 9,7 милиона потока и 11 000 изтегляния за седмицата, приключваща на 4 октомври, което прави Джей-Хоуп първият член на BTS, който се класира на Hot 100 като солов изпълнител извън групата, третият корейски солов изпълнител, класирал се в класацията (след Psy и CL), и шестият корейски изпълнител като цяло. „Chicken Noodle Soup“ също дебютира на номер 1 в класацията на World Digital Songs и е втората песен на Джей-Хоуп, която постигна това след „Daydream“.

## Сценично име
Сценичното му име „J-Hope (제이 홉)“ идва от желанието му да представлява надежда за феновете, както и да бъде „надеждата на BTS“. То също е препратка към мита за кутията на Пандора, тъй като след отварянето на кутията и всички злини вътре бяха пуснати на света, единственото, което остана, беше надеждата.

## Майсторство
Джей-Хоуп е описан да има енергичен тон към музиката и изпълненията му. Неговият микстейп, „Hope World“, беше описан като със забавен характер и разнообразен от музикални жанрове, включително synth-pop, trap, house, алтернативен хип-хоп, фънк-соул и ретро елементи. Лиричните елементи на микстейпа, по-специално водещата песен „Daydream“, бяха похвалени от списание Billboard за дискусията си за трудностите, с които се сблъсква идолът в кариерата си, различни литературни справки и забавно представяне на сериозната тема.

## Дискография

### Микстейпове
| Заглавие   | Детайли (за албума) | Класации | Класации | Класации | Класации | Класации | Класации | Класации | Класации | Класации | Класации | Продажби     |
| Заглавие   | Детайли (за албума) | AUS      | CAN      | FRA      | JPN      | NLD      | NOR      | NZ       | SWE      | US       | US World | Продажби     |
| ---------- | --- | -------- | -------- | -------- | -------- | -------- | -------- | -------- | -------- | -------- | -------- | ------------ |
| Hope World | - Издаван: 1 март, 2018 (световно) 2 март, 2018 (Ю. Корея) - Лейбъл: Big Hit - Формат: Digital download, streaming Песни 1. „Hope World“ 2. „P.O.P (Piece of Peace) pt.1“ 3. „Daydream (백일몽)“ 4. „Base Line“ 5. „HANGSANG (항상)“ featuring Supreme Boi 6. „Airplane“ 7. „Blue Side (Outro)“ | 13       | 35       | 160      | 13       | 34       | 14       | 23       | 30       | 38       | 1        | - US: 21 000 |

### Сингли
| Заглавие                                | Година | Класации | Класации | Класации | Класации | Класации | Класации | Продажби     | Албум      |
| Заглавие                                | Година | CAN      | JPN      | NZ Hot   | UK       | US       | US World | Продажби     | Албум      |
| --------------------------------------- | ------ | -------- | -------- | -------- | -------- | -------- | -------- | ------------ | ---------- |
| Daydream                                | 2018   | —        | 80       | —        | —        | —        | 1        | - US: 5000   | Hope World |
| Airplane                                | 2018   | —        | —        | —        | —        | —        | 5        | N/A          | Hope World |
| Chicken Noodle Soup (featuring Becky G) | 2019   | 55       | —        | —        | 82       | 81       | 1        | - US: 11 000 | –          |

## Любопитно
- Харесва мелодраматичните филми и си спомня, че е гледал много DVD-та, когато е бил дете, тъй като баща му също обича филми.
- Той има куче на име Мики
- Джей-Хоуп и Шуга са наистина лоши в рисуването (според тях)
- Негови модели за подражание са A$AP Rocky, J. Cole, Beenzino, G.D.
- Мотото на Джей-Хоуп: "Ако не работиш усилено, няма да има добри резултати
- Джей-Хоуп харесва, ако някой го погали по косата – казва, че му помага да спи, рутина, прибрана от детството (когато е бил малък, майка му го е потупала нежно, за да го приспива)
- Обича да посещава Фенкафе (Fancafe), когато има време, защото трябва да знае какво казват феновете.
- Макар че е известен със сладките си физиономии, невинаги е обичал да застава пред камерата[1]